# Palpimanus punctatus
Palpimanus punctatus (лат.) — вид пауков рода Palpimanus семейства Palpimanidae. Впервые описан австрийским арахнологом Эрихом Кричером в 1996 году.

## Распространение
Эндемик Мальты. Обитает под камнями.

## Описание
Известны только самки.
Длина тела самок — около 7,6 мм.
Головогрудь овальная, длиной около 3,1 см, однородного красно-коричневого окраса, покрыта белыми волосками.
Опистосома (брюшко) овальная, однородно бежевая, покрыта тёмными волосками.